# Poniatowa (wieś)
Poniatowa – wieś w Polsce położona w województwie lubelskim, w powiecie opolskim, w gminie Poniatowa.
Wieś szlachecka położona była w drugiej połowie XVI wieku w powiecie lubelskim województwa lubelskiego. W latach 1975–1998 miejscowość administracyjnie należała do ówczesnego województwa lubelskiego.
Wieś stanowi sołectwo w gminie Poniatowa. Według Narodowego Spisu Powszechnego z roku 2011 wieś liczyła 490 mieszkańców.
We wsi funkcjonuje OSP (OSP Poniatowa Wieś) i klub sportowy (LZS Poniatowa Wieś).

## Części miejscowości
| SIMC    | Nazwa             | Rodzaj             |
| ------- | ----------------- | ------------------ |
| 1023204 | Młynki Wronowskie | część miejscowości |
| 1023240 | Pachanki          | część miejscowości |

## Historia
Poniatowa w drugiej połowie XIX wieku stanowiła wieś w powiecie nowoaleksandryjskim (puławskim), gminie Godów, parafii Chodel.
Według spisu z 1827 roku było tu 41 domów zamieszkałych przez 269 mieszkańców.
W XV wieku wieś Poniatów, w parafii Chodel, posiadała folwark i łany kmiece, z których dziesięcinę płacono do Kłodnicy (Długosz L.B. t. II, s.547).
Według registru poborowego powiatu lubelskiego z roku 1531, wieś Poniatowa, w parafii Kłodnica, miała 11 cząstkowych właścicieli nieposiadających kmieci, z tych jeden miał cały las, 7. po pół i 3 po ćwierci łanu, Ponadto na części zwanej Canimiri był jeden łan (Pawiński, Małopolska,358 i 370).